# Божик Євгенія Дмитрівна
 Євге́нія Дми́трівна Бо́жик (25 грудня 1936, Лази Ярославського повіту (Польща) — 28 листопада 2012, Львів) — прозаїк, журналіст, громадський діяч.
У 1946 році разом із батьками була переселена в Україну. 
Закінчила факультет журналістики Львівського університету ім. І. Франка.
Тривалий час працювала кореспондентом львівської обласної газети «Вільна Україна». Була головою наглядової ради благодійного фонду «Серце матері», який опікується сиротами, що живуть у сім'ях.
З 1978р.- член Національної спілки письменників України, голова профкому Львівської організації Національної спілки письменників України(з 1981р.) Переможниця конкурсу в галузі мистецтва "Львів'янка року-95"
Автор книг:
- «Мій день»,
- «Пташине молоко»,
- «Йду поміж людей»,
- «Сто днів до моря»,
- «Весни прекрасне вороття»,
- «Я твоя остання надія»,
- «Перший сніп», *
- «Передмістя»,
- «Троянда для ровесника»,
- «Білий Лебідь в оправі смутку»,
- «Таємниця на завтра»,
- «Опівночі».[1]
- "Келих часу"
- "Нічого на потім..."
- "Закохана Лучка"
- "З дерева любові..."
- "Сховане у білі аркуші"[2]

Лауреат 5-ти Міжнародних літературних конкурсів (США, Філадельфія), премії імені Богдана Лепкого, премії імені Ірини Вільде. 
Похована на Винниківському цвинтарі.